# TPSD1
TPSD1, δ-Триптаза (англ. Tryptase delta; Шифр КФ 3.4.21.59) — фермент триптаза, продукт гена человека TPSD1.

## Структура
Триптаза дельта (δ-триптаза) состоит из 242 аминокислот, молекулярная масса 26,6 кДа.

## Функции
Триптазы входят в семейство S1 трипсино-подобных сериновых протеаз. Они каталитически активны в тетрамерной форме, стабилизируемой гепарином, и устойчивы к известным эндогенным ингибиторам протеаз. Несколько генов триптаз сгруппированы на хромосоме 16p13.3 и обладают некоторыми общими свойствами. Все эти гены имеют высококонсервативные участки 3' UTR и содержат тандемные повторы на 5'-конце, а их 3' UTR участок играет роль в регуляции стабильности их мРНК. Гены содержат интрон непосредственно после инициирующего Met-кодона, отделяющего Met-кодон от кодирующей белок последовательности. Такая особенность структуры гена характерна в основном только для триптаз. 
Ген TPSD1 ранее считался псевдогеном, но выяснилось, что он кодирует синтезируемый белок. Триптазы играют роль медиаторов в патогенезе астмы и других аллергических и воспалительных заболеваний.